# تجمع بدو الحرف آل احمد (جيشان)

تعديل مصدري - تعديل

تجمع بدو الحرف آل احمد هي إحدى قرى عزلة جيشان بمديرية جيشان التابعة لمحافظة أبين، بلغ تعداد سكانها 35 نسمة حسب تعداد اليمن لعام 2004.